# Wsewolod Tolstuschko
Wsewolod Jurijowytsch Tolstuschko (ukrainisch Всеволод Юрійович Толстушко; * 31. Mai 1993 in Kiew, Ukrainische SSR) ist ein ukrainischer Eishockeyspieler, der seit Anfang 2023 erneut beim HK Sokil Kiew in der ukrainischen Eishockeyliga spielt.

## Karriere
Wsewolod Tolstuschko begann seine Karriere in der Jugendabteilung des HK Sokil Kiew, für den er zunächst in der ukrainischen U20-Liga und ab 2011 in der Ukrainischen Eishockeyliga spielte. In der Spielzeit 2011/12 absolvierte er jedoch auch ein gutes Dutzend Spiele für den Ligakonkurrenten HK Winnyzki Haidamaki. Nachdem er die Saison 2013/14 beim HK Krylia Sowetow Dmitrow in der russischen Nachwuchsliga Molodjoschnaja Chokkeinaja Liga B verbracht hatte, zog es ihn nach Frankreich, wo er ein Jahr für den Hockey Club de Caen in der Ligue Magnus auf dem Eis stand. Seit 2015 spielte er beim HK Donbass Donezk wieder in der ukrainischen Eishockeyliga und gewann 2016 und 2017 mit dem Klub die ukrainische Meisterschaft. 2017 wechselte er zunächst zum Halycki Levy Novoyavorivsk, schloss sich aber bereits Anfang 2018 dem HK Krementschuk an, mit dem er 2020 Ukrainischer Meister wurde. Er selbst wurde 2019 zum besten Abwehrspieler der Ukrainischen Eishockeyliga und in das First All-Star-Team der Liga gewählt. 2022 spielte er kurzfristig bei Dunaújvárosi Acélbikák in der Ersten Liga und anschließend beim KH Sanok in der Polska Hokej Liga, bevor er Anfang 2023 zu seinem Jugendverein HK Sokil Kiew zurückkehrte, mit dem 2023 und 2024 erneut ukrainischer Meister wurde.

### International
Im Juniorenbereich spielte Tolstuschko für die Ukraine bei den U18-Weltmeisterschaften 2010 und 2011, als er mit der besten Plus/Minus-Bilanz des Turniers zum besten Spieler seiner Mannschaft gewählt wurde und maßgeblich zum Aufstieg in die Division I beitrug, jeweils in der Division II sowie den U20-Weltmeisterschaften 2012 in der Division II und 2013 in der Division I.
Sein Debüt in der Herren-Nationalmannschaft gab er im Februar 2016 mit 22 Jahren in der Qualifikation für die Olympischen Winterspiele in Pyeongchang 2018. Obwohl die Ukrainer in der ersten Qualifikationsrunde knapp an Japan scheiterten, wurde er auch für das Turnier der Gruppe B der Division I Weltmeisterschaft 2016 nominiert und erreichte mit seinem Team den Wiederaufstieg in die Gruppe A der Division I. Auch 2017, 2018, 2019, 2022 und 2024 spielte er für die Ukraine in der Division I. Zudem vertrat er seine Farben bei der Olympiaqualifikation für die Winterspiele in Peking 2022.

## Erfolge und Auszeichnungen
- 2011 Aufstieg in die Division I bei der U18-Weltmeisterschaft der Division II, Gruppe B
- 2011 Beste Plus/Minus-Bilanz bei der U18-Weltmeisterschaft der Division II, Gruppe B
- 2012 Aufstieg in die Division I, Gruppe B, bei der U20-Weltmeisterschaft der Division II, Gruppe A
- 2016 Ukrainischer Meister mit dem HK Donbass Donezk
- 2016 Aufstieg in die Division I, Gruppe A, bei der Weltmeisterschaft der Division I, Gruppe B
- 2017 Ukrainischer Meister mit dem HK Donbass Donezk
- 2019 Bester Verteidiger und First All-Star-Team der Ukrainischen Eishockeyliga
- 2020 Ukrainischer Meister mit dem HK Krementschuk
- 2023 Ukrainischer Meister mit dem HK Sokil Kiew
- 2024 Ukrainischer Meister mit dem HK Sokil Kiew
- 2024 Aufstieg in die Division I, Gruppe A, bei der Weltmeisterschaft der Division I, Gruppe B